# Ізабелла Арагонська (королева Франції)
Ізабелла Арагонська (араг. Isabel d'Aragón, кат. Elisabet d'Aragó i d'Hongria; 1247 — 28 січня 1271) — інфанта Арагона, дочка короля Арагона Хайме I Завойовника та Іоланди Угорської, дружина короля Франції Філіппа III Сміливого.

## Походження
Ізабелла була четвертою донькою короля Арагона Хайме I Завойовника і його другої дружини Іоланди Угорської. По батьківській лінії була онукою Педро II Католика, першого васала Папи Римського серед арагонських королів і учасника альбігойського хрестового походу, а також Марії де Монпельє. По материнській лінії походила з угорської династії Арпадів і доводилася внучкою королю Угорщини Андрашу II, який організував П'ятий хрестовий похід, а також Іоланді де Куртене, принцесі Латинської імперії.
28 травня 1262 року юна Ізабелла вийшла заміж за спадкоємця французького престолу Філіппа. Вінчання відбувалося в Клермон-Ферранському кафедральному соборі. Ізабелла народила чоловікові чотирьох синів.
У 1270 році супроводжувала чоловіка у Восьмому хрестовому поході до Туніса. На початку січня, на зворотному шляху, була зроблена зупинка в Козенці. Будучи на шостому місяці вагітності, Ізабелла впала з коня. Це викликало передчасні пологи. П'ятий син подружжя народився мертвим. Через сімнадцять днів після цього Ізабелла померла. Філіпп перевіз останки дружини і дитини до Парижу, де вони були з почестями поховані в Абатстві Сен-Дені.

## Родина

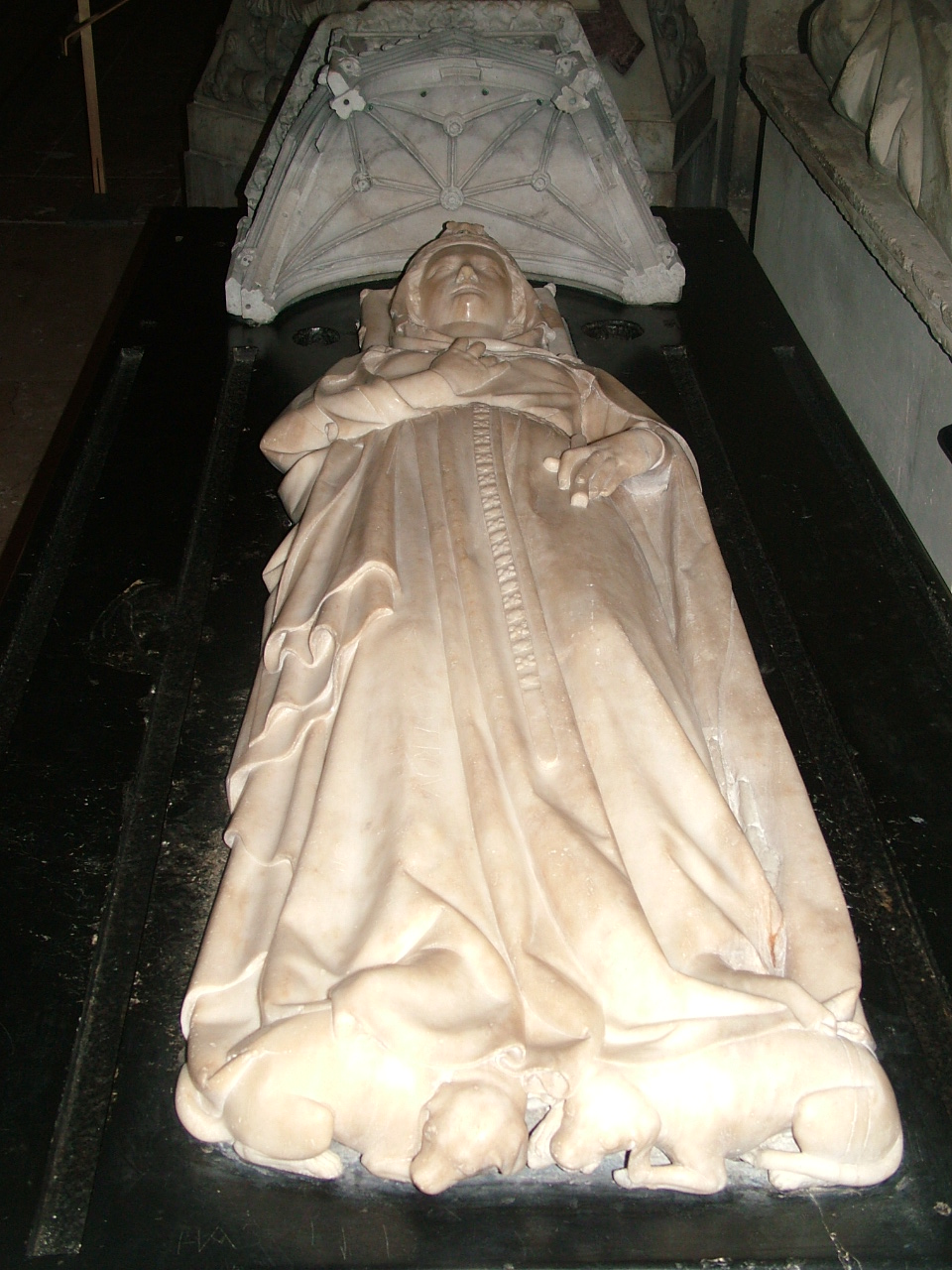
Посмертний надгробок Ізабелли Арагонської.

Чоловік — Філіпп III Сміливий, король Франції
Діти:
- Людовика (1264—1276)
- Філіппа IV Красивого (1268—1314)
- Роберта (1269—1276)
- Карла Валуа, (1270—1325)